# Bitter Sweet
Bitter Sweet (bra Divino Tormento) é um filme norte-americano de 1940, do gênero drama romântico-musical, dirigido por W. S. Van Dyke e estrelado por Jeanette MacDonald e Nelson Eddy.
O roteiro é uma adaptação pouco fiel da opereta de Noël Coward, apresentada 159 vezes na Broadway, de 5 de novembro de 1929 a 22 de março de 1930.
A história já havia sido filmada em 1933, com Anna Neagle e Fernand Gravey nos papéis principais, sob a direção de Herbert Wilcox.

## Sinopse

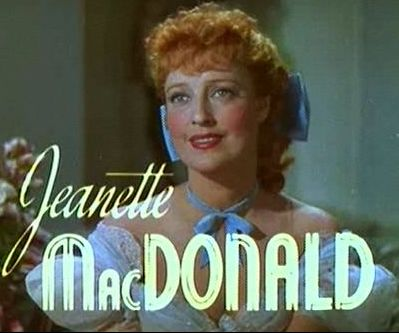
Jeanette MacDonald em cena do trailer do filme

Na Viena de fins do século 19, o professor de música Carl Linden escreve uma opereta para sua aluna, a premiada jovem Sarah Millick. A obra dá fama e fortuna a ela, porém Carl não vive o bastante para ver esse triunfo. Sarah, contudo, jamais o esquecerá...

## Premiações
| Patrocinador                                  | Prêmio | Categoria                                                      | Situação |
| --------------------------------------------- | ------ | -------------------------------------------------------------- | -------- |
| Academia de Artes e Ciências Cinematográficas | Oscar  | Melhor direção de arte (em cores) Melhor fotografia (em cores) | Indicado |

## Elenco
| Ator/Atriz         | Personagem         |
| ------------------ | ------------------ |
| Jeanette MacDonald | Sarah Millick      |
| Nelson Eddy        | Carl Linden        |
| George Sanders     | Barão von Tranisch |
| Ian Hunter         | Lord Shayne        |
| Felix Bressart     | Max                |
| Edward Ashley      | Harry Daventry     |
| Lynne Carver       | Dolly              |
| Diana Lewis        | Jane               |
| Curt Bois          | Ernst              |